# Neunhofen
Neunhofen ist ein Ortsteil der Stadt Neustadt an der Orla im Saale-Orla-Kreis in Thüringen.

## Geografie und Geologie
Neunhofen war, kam man von Westen, schon immer eine Pforte zu der Stadt Neustadt an der Orla. Beide Ansiedlungen liegen in der Orlasenke, die gen Norden an die Saale-Orla-Sandsteinplatte und gen Süden an die Ausläufer des Südostthüringer Schiefergebirges grenzt. Grundwassernahe Schwemmlandböden bedecken das kupierte und mit Teichen versehene Orlatal und geben ihm das Gepräge. An den Übergängen zu den Anhöhen sind die Böden grundwasserfern.
Die Bahnstrecke Saalfeld-Gera und die Bundesstraße 281 mit Anschluss an die Bundesautobahn 9 bei Triptis durchziehen das Tal.
Mit den Linien 820, 944 und 981 des Verkehrsunternehmens KomBus hat Neunhofen Anschluss an die Kernstadt Neustadt an der Orla sowie an die Städte Schleiz, Stadtroda, Jena, Saalfeld (Saale) und Pößneck.

## Geschichte
1071 war die urkundliche Ersterwähnung von Neunhofen.
Im 12. Jahrhundert ist ein Vorgängerbau der heutigen imposanten, weithin sichtbaren Kirche von den Benediktinern aus Saalfeld gebaut worden. Die Mönche haben auch das Orlatal entwässert, Teiche angelegt und somit die Landwirtschaft intensiviert.
Bis in das 19. Jahrhundert wurden Eisenerz und Kupfer im Neunhofer Raum gewonnen.
Am 9. April 1994 wurde die Gemeinde in die Stadt Neustadt an der Orla eingemeindet.

## Sehenswürdigkeiten
- Die Kirche des Simon und Judas steht auf einem Felsen, der im Osten, Süden und Westen steil abfällt. Im Norden ist die Anlage durch einen schwach sichtbaren Halsgraben vom Bergrücken getrennt. Die Kirche beherrscht mit ihrem Ostturm die gesamte Umgebung. Der nach Osten und Süden abfallende Felsen ist durch eine hohe Böschungsmauer geschützt, an der sich die heutige Straße entlangzieht. Der Turmunterbau und auch das Langhaus sind in der ersten Hälfte des 13. Jahrhunderts erbaut und später durch mannigfache Erneuerungen und Ergänzungen in ihre heutige Gestalt gebracht worden. Der Ostchor ist erst später an Stelle der alten Apsis angebaut worden. Die Renovierung der Kirche nach der deutschen Wiedervereinigung wurde auch durch die Deutsche Stiftung Denkmalschutz unterstützt.
- Am Treppenaufgang zur Kirche steht eine Statue (Relief) der Königin Richeza (995–1063), die als Gründerin der Kirche gilt. Sie stammt aus dem Geschlecht der lothringisch-rheinischen Ezzonen, heiratete den polnischen König und lebte nach dessen Tod in Saalfeld.
- Der Kirchhof wird als Friedhof genutzt. Auf ihm befindet sich auch das Erbbegräbnis der Familie von Wurmb-Lausnitz.

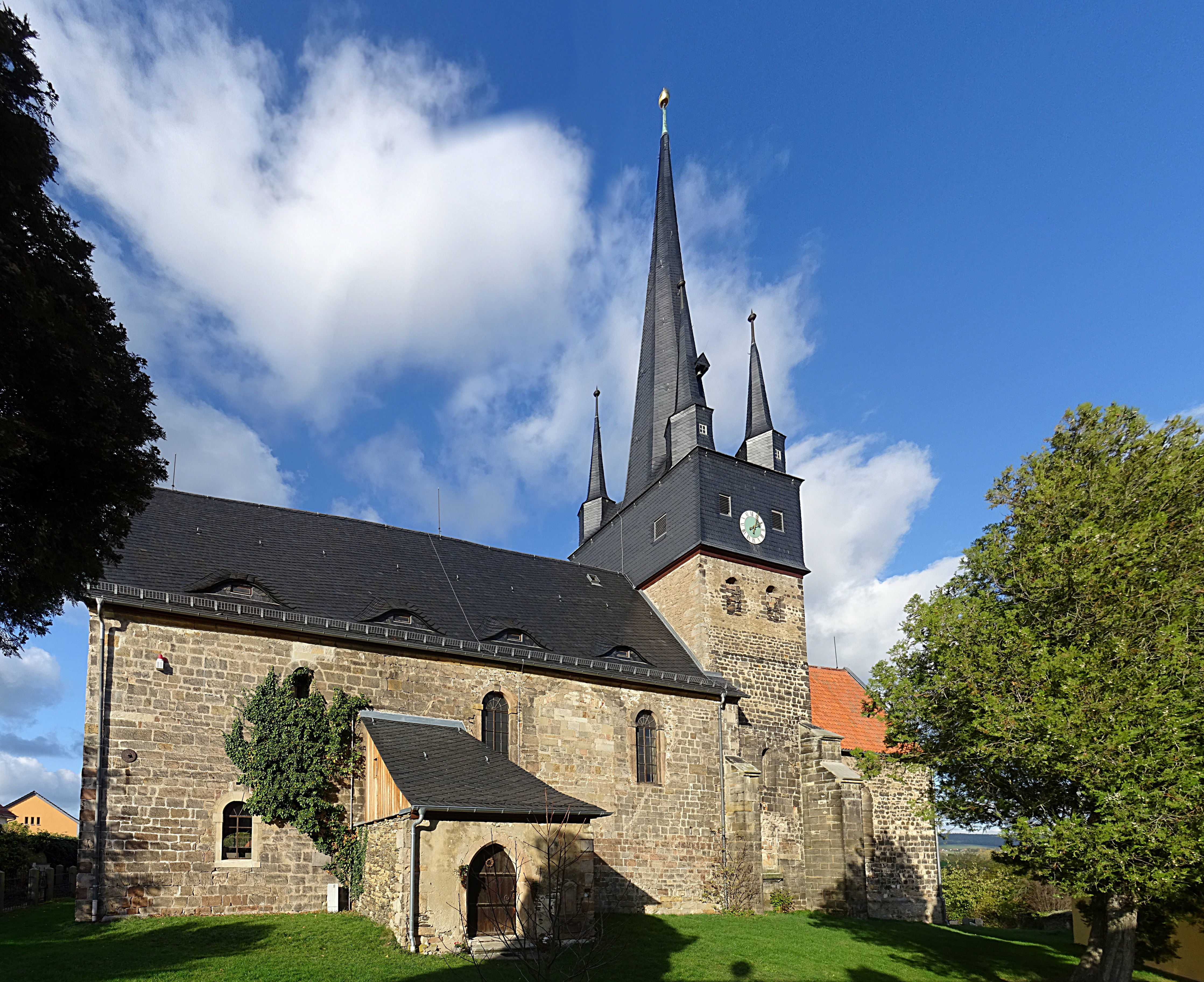
Kirche St. Simon und Juda
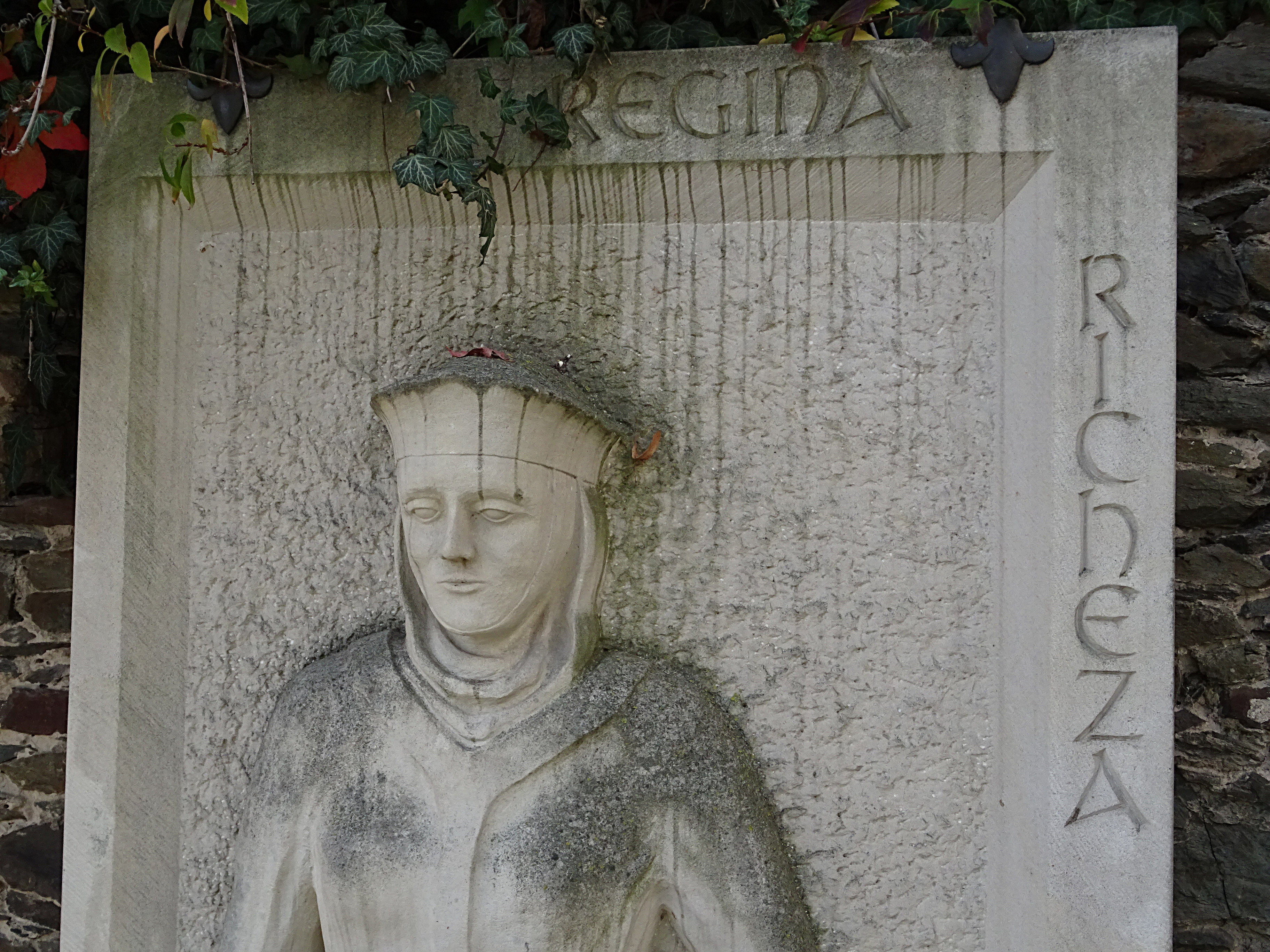
Richeza von Lothringen, Gründerin der Kirche Auf dem Dohlenberg
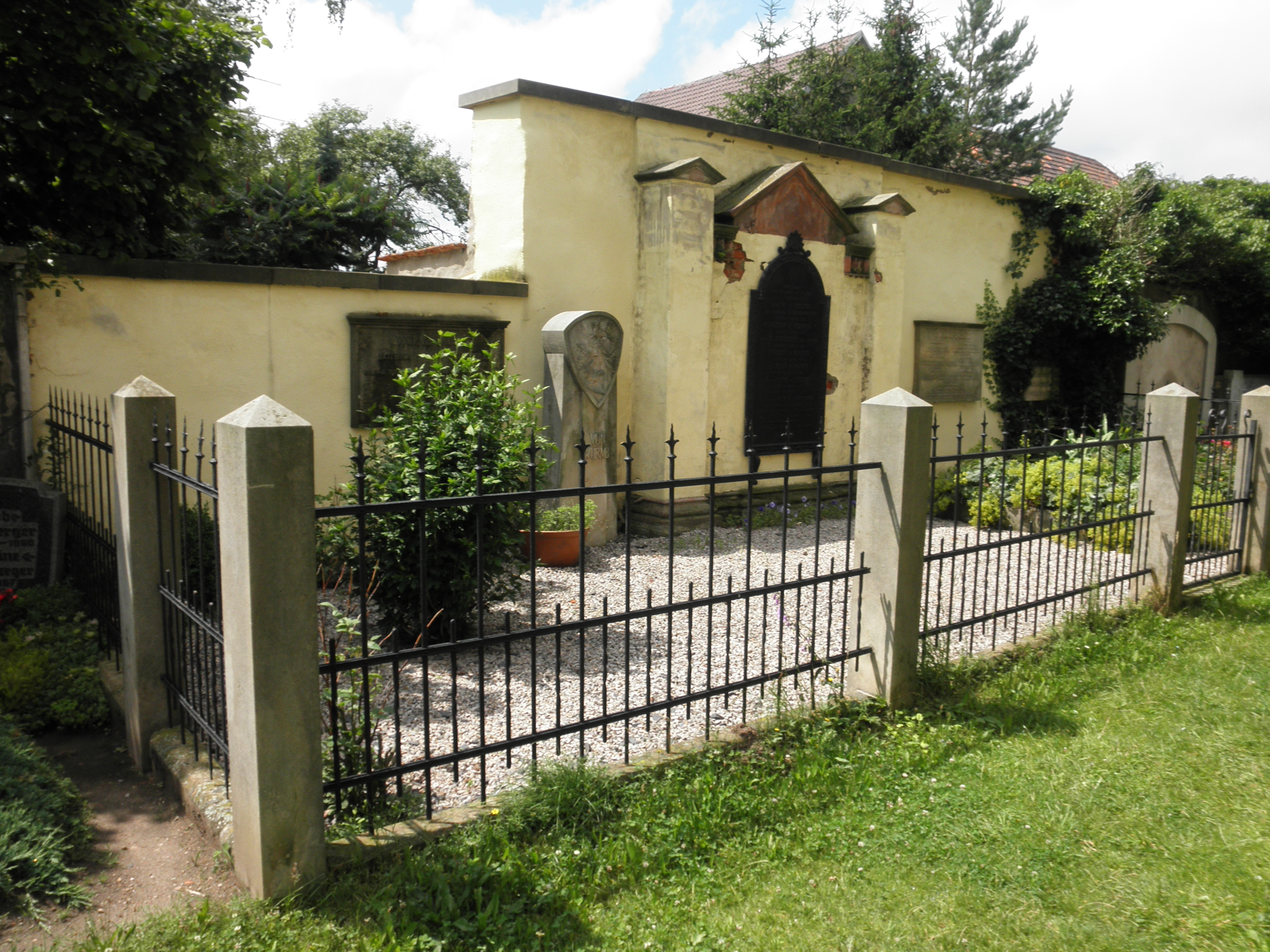
Erbbegräbnis der Familie von Wurmb-Lausnitz

## Wirtschaft
Die geschaffenen und günstigen natürlichen Standortbedingungen waren Voraussetzungen für die florierende Wirtschaft im Ort. Die Bauern mussten ab 1952 bis 1960 den Weg der Kollektivierung gehen.

## Persönlichkeiten
- Johann Christian Hebenstreit (1686–1756), evangelisch-lutherischer Theologe, Philologe und Philosoph
- Barbara Junge (* 14. November 1943 in Neunhofen), Dokumentarfilmregisseurin
- Joachim Kirst (* 21. Mai 1947 in Neunhofen), Leichtathlet
- Verena Zeltner (* 1. Juni 1951 in Neunhofen; † 3. April 2022[4]), Kinder- und Jugendbuchautorin
- Edgar Kirst (* 28. Juli 1951 in Neunhofen), Hochspringer